# 種苧原村
種苧原村（たなすはらむら）は、かつて新潟県古志郡にあった村。

## 沿革
- 1889年（明治22年）4月1日 - 町村制施行に伴い古志郡種苧原村が村制施行し、種苧原村が発足。
- 1956年（昭和31年）3月31日 - 古志郡太田村、竹沢村、東竹沢村と合併し、山古志村となり消滅。